# 沙河街道 (深圳市)

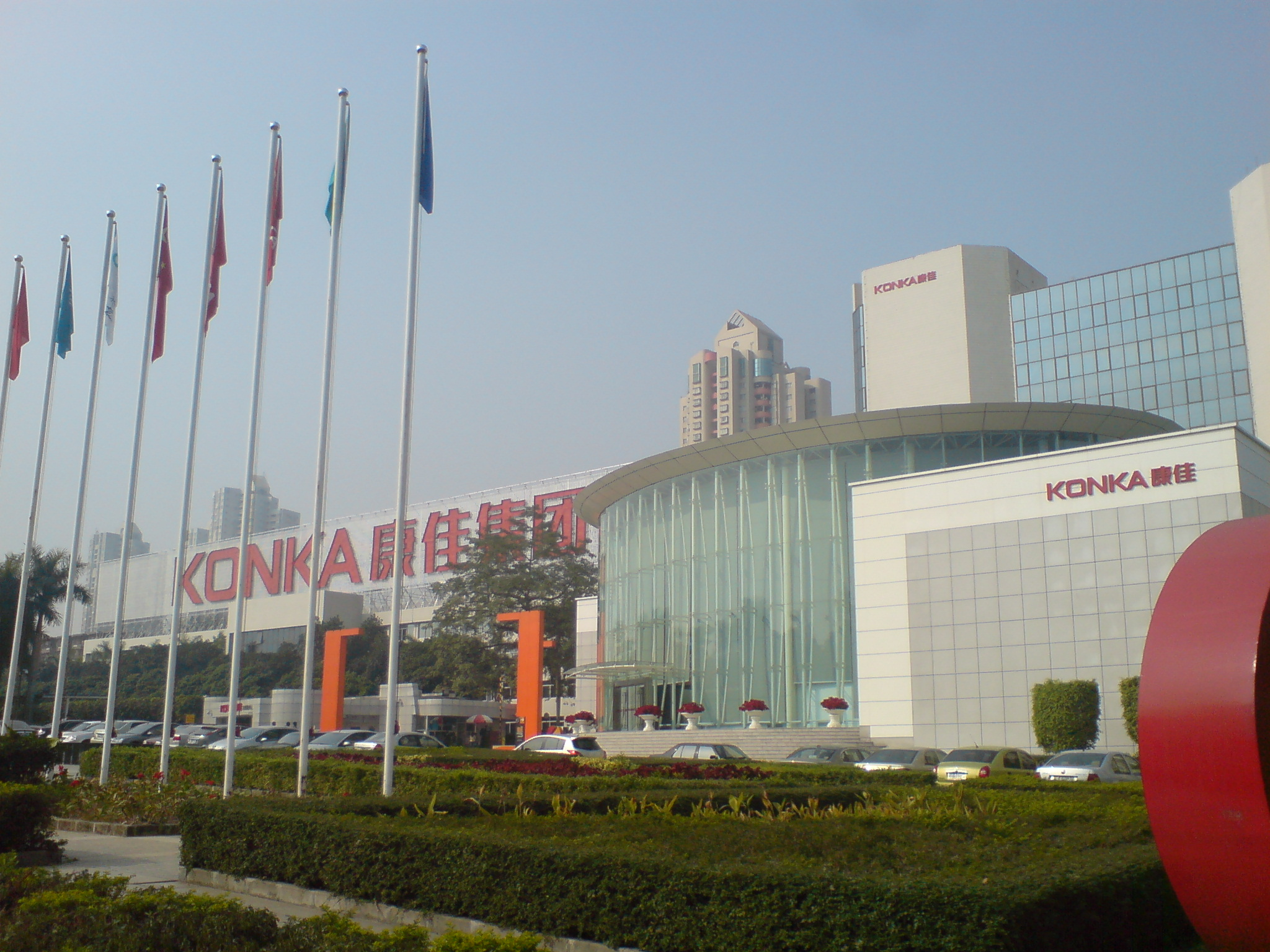
康佳集團旧總部（已拆除）

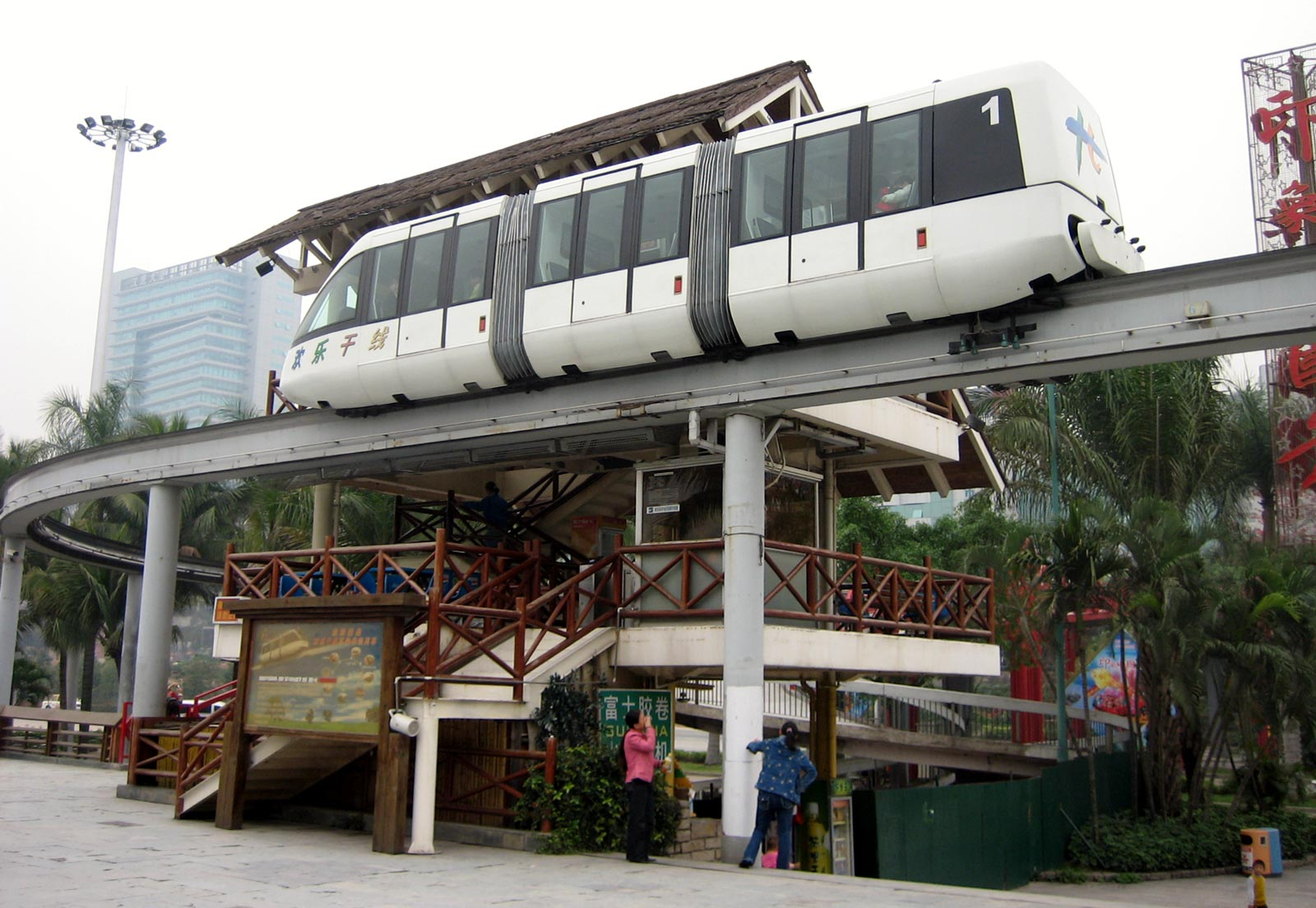
錦繡中華門口之架空電車

沙河街道是中华人民共和国广东省深圳市南山區下辖的一个街道，位于南山区东部，1984年3月成立，名称取自街道内主要河流——大沙河，範圍包括了由僑城東至沙河一帶區域。

## 地理
辖区面积27平方公里，其中填海区约4.40平方公里，山地约5.08平方公里。辖区总人口约19.37万人，户籍居民62,387人。

## 行政区划
辖区设有社区工作站13个，社区居委会17个：
明珠街社区、华夏街社区、光华社区、中新社区、文昌社区、香山社区、东方社区、高发社区、白石洲西社区、星河街社区、白石洲东社区、新塘社区和沙河街社区。

## 經濟
区内有世界之窗、欢乐谷、锦绣中华和中国民俗文化村等旅游景点。另外還有华侨城集团、康佳集团和沙河集团等著名企業。
而在鄰近深圳灣的海濱，亦正建造名為「深圳灣超級總部基地」的商業樓群，包括恆大集團、招商銀行等企業將於區內興建自用辦公大樓。

## 交通

### 道路
- 深南路

### 地鐵
- 深圳地鐵1號線
  - 華僑城站
  - 世界之窗站
  - 白石洲站
- 深圳地鐵2號線
  - 世界之窗站
  - 紅樹灣站
- 深圳地鐵11號線
  - 紅樹灣南站